# پاشنه آهنین

تصویر جلد کتاب

پاشنه آهنین رمانی از جک لندن نویسنده آمریکایی است. این رمان در سال ۱۹۰۸ در آمریکا منتشر شد.
جک لندن در این رمان جامعه خیالی آینده در آمریکا را تصویر می‌کند که در آن گروه‌های سلطه‌گر مالی به کنترل تمام امور جامعه و جهان می‌پردازند و برای تأمین سلطه خود از جنگ و کشتار و جنایت رویگردان نیستند.
لندن اندیشه‌های سوسیالیستی و اجتماعی خود را در پاشنه آهنین مطرح می‌کند. نویسندگانی مانند جرج اورول و سینکلر لوئیس از این کتاب تأثیر گرفته‌اند و تروتسکی و آناتول فرانس آن را ستوده‌اند.
قهرمانان این رمان ارنست اورهارد و همسرش است که در مبارزات کارگری واردمیشوند. اموزه‌های کلاسیک مارکسیسم رادر این کتاب می‌شود پیداکرد.